# ユール・スペイケルス
ユール・スペイケルス（Jur Spijkers 1994年11月7日 - ）はオランダ出身の柔道選手。階級は100kg超級。

## 経歴
2013年のヨーロッパユースオリンピックフェスティバル90kg超級で3位になると、2014年のヨーロッパカデ選手権で優勝した。2016年のU23ヨーロッパ選手権では3位だった。2019年のユニバーシアード個人戦90kg超級では5位、団体戦では3位になった。U23ヨーロッパ選手権では2位だった。2021年の世界選手権や東京オリンピックには国内により活躍していたヘンク・フロルやロイ・メイヤーがいたために出場を果たせなかったが、グランプリ・ザグレブでIJFワールド柔道ツアー初優勝を飾った。2022年にはヨーロッパ選手権で優勝した。続くグランプリ・ザグレブでも2連覇を果たした。世界選手権では初戦で斉藤立に大外刈で敗れた。その後は怪我の影響もあり2024年のパリオリンピックには出場できなかった。
IJF世界ランキングは3850ポイント獲得で2位(25/3/17現在)。

## 主な戦績
- 2013年 - ヨーロッパユースオリンピックフェスティバル　3位(90kg超級)
- 2014年 - ヨーロッパカデ選手権　優勝
- 2016年 - U23ヨーロッパ選手権　3位
- 2017年 - ヨーロッパジュニア　5位
- 2017年 - 世界ジュニア　5位
- 2018年 - グランプリ・トビリシ　3位
- 2018年 - ヨーロッパ選手権　団体戦　2位
- 2018年 - ヨーロッパオープン・グラスゴー　優勝
- 2018年 - グランプリ・ハーグ　5位
- 2019年 - ヨーロッパオープン・ワルシャワ　優勝
- 2019年 - ユニバーシアード　個人戦(90kg超級)　5位　団体戦　3位
- 2019年 - U23ヨーロッパ選手権　2位
- 2020年 - ヨーロッパオープン・ワルシャワ　優勝
- 2020年 - ヨーロッパ選手権　7位
- 2021年 - グランドスラム・テルアビブ　3位
- 2021年 - グランプリ・ザグレブ　優勝
- 2021年 - グランドスラム・パリ　3位
- 2021年 - ヨーロッパ選手権　団体戦　2位
- 2022年 - ヨーロッパ選手権　個人戦　優勝　団体戦　2位
- 2022年 - グランプリ・ザグレブ　優勝
- 2022年 -　グランドスラム・アブダビ　2位
- 2024年 -　グランドスラム・バクー　3位
- 2024年 - グランドスラム・アスタナ　3位
- 2025年 -　グランドスラム・トビリシ　3位

(出典、)